# Scotiabank Arena
El Scotiabank Arena, anteriormente conocido como Air Canada Centre o ACC, es un pabellón multifuncional situado en Toronto, Ontario. Es la cancha de juego de los Toronto Maple Leafs de la NHL, y de los Toronto Raptors de la NBA. Su nombre se debe a su principal patrocinador, el banco Scotiabank. El 29 de agosto de 2017, se anunció que el Air Canada Centre pasaría a llamarse Scotiabank Arena a partir del 1 de julio de 2018, luego de que Scotiabank asegurara los derechos de denominación en un contrato por 20 años y $800 millones CAD.

## Historia
El diseño del Air Canada Center se realizó pensando tanto en el hockey sobre hielo como en el baloncesto. Se puso la primera piedra en 1997 y fue inaugurado el 19 de febrero de 1999. Su propietario es el mismo que el del equipo de la NHL de los Toronto Maple Leafs.

## Eventos
Deportes
Los eventos más significativos que se han realizado en este pabellón son el All Star de la NHL en 2000, la final del Campeonato del Mundo de Hockey Hielo de 2004, todos los partidos del Mundial 2016, y el All-Star Game de la NBA de 2016, el primero fuera de Estados Unidos. En 2019, se disputaron las primeras finales de la NBA fuera de suelo estadounidense, entre Toronto Raptors y Golden State Warriors.
Por otro lado, el recinto ha acogido cinco eventos de la Ultimate Fighting Championship (UFC) y también la ceremonia de apertura y clausura de los Invictus Games de 2017.
Conciertos
Además, se han realizado infinidad de conciertos de música, destacando los de Jennifer Lopez, Céline Dion, TWICE, Justin Bieber, Mariah Carey, Spice Girls, Avril Lavigne, Kiss, Aerosmith, Bon Jovi, Guns N' Roses, Depeche Mode, Laura Pausini, David Bowie, Hilary Duff, Coldplay, U2, Paul McCartney, Radiohead, Christina Aguilera, Madonna, Britney Spears, Selena Gomez, Lady Gaga, The Rolling Stones, Elton John, Oasis, Metallica, Iron Maiden, Red Hot Chili Peppers, Billy Talent, John Mayer, Kylie Minogue, Shawn Mendes, etc.
El 7 de abril de 2008 la cantante canadiense Avril Lavigne grabó el DVD de su gira The Best Damn Tour con un concierto totalmente vendido ante más de 20 000 personas.
El 13 y 14 de agosto de 2011, la intérprete Britney Spears actuó en el ACC como parte de su gira Femme Fatale Tour en la cual EpixHD estuvo grabando el DVD de esta gira.
El 7 de agosto de 2018, la cantante internacional Shakira se presentó en el Scotiabank Arena como parte de su gira El Dorado World Tour.
El 3 de abril de 2019, la cantante Ariana Grande presentó su Sweetener World Tour ante 14 663 personas, repitiendo el 26 de junio ante 15 073.
El 7 y 8 de julio de 2019, la cantante Jennifer Lopez presentó su It's My Party: The Live Celebration ante más de 15 000 personas en cada show.
El 9 y 10 de diciembre de 2019, la cantante canadiense Céline Dion presentó su Courage World Tour ante una audiencia de 26 831 asistentes.
El 2 y 3 de julio de 2023, el grupo femenino coreano TWICE presentó su "Ready to Be World Tour" ante una audiencia total de 27 648 asistentes, convirtiéndose en el artista asiático con mayor asistencia en Canadá en toda la historia.[cita requerida]
Política
En 2003, el gobierno del Liberal Party of Canada celebró su convención de liderazgo en el Air Canada Centre. Paul Martin fue elegido como nuevo líder del partido, el que más tarde sería primer ministro, sucediendo a Jean Chrétien.

## Galería

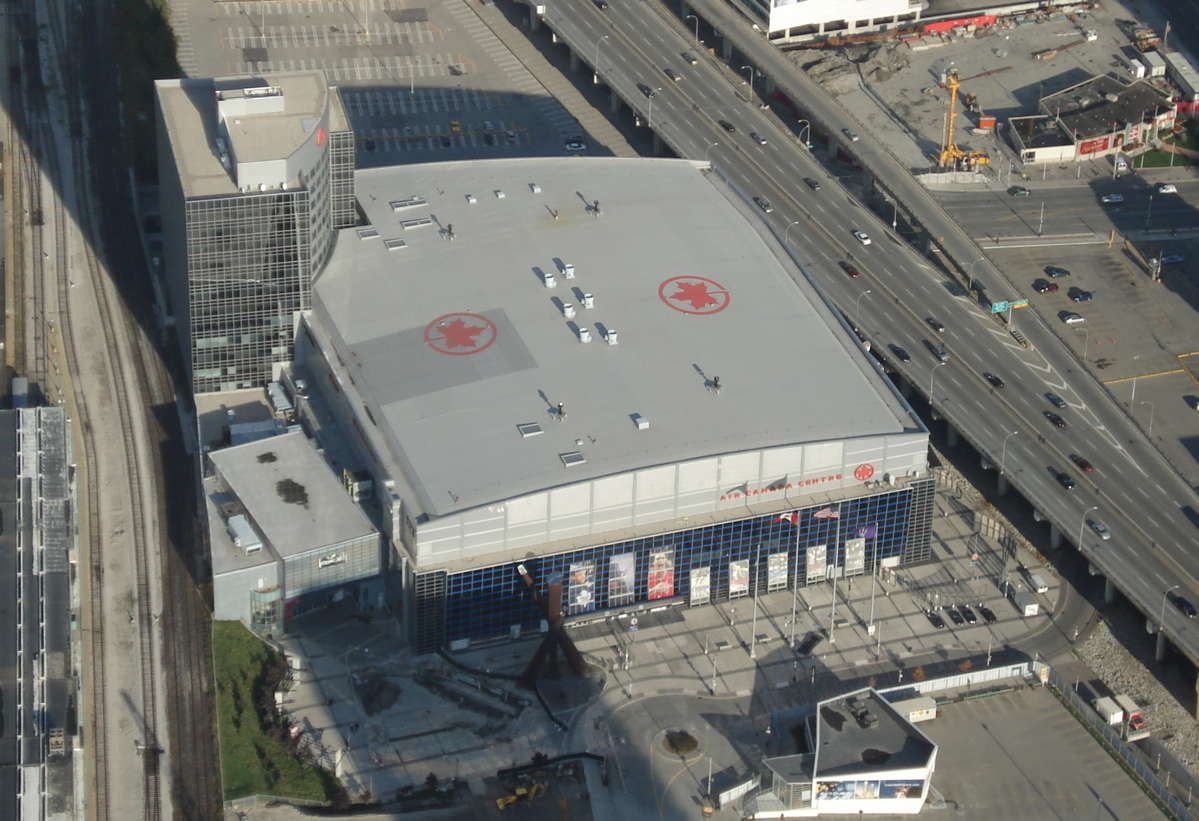
Vista aérea
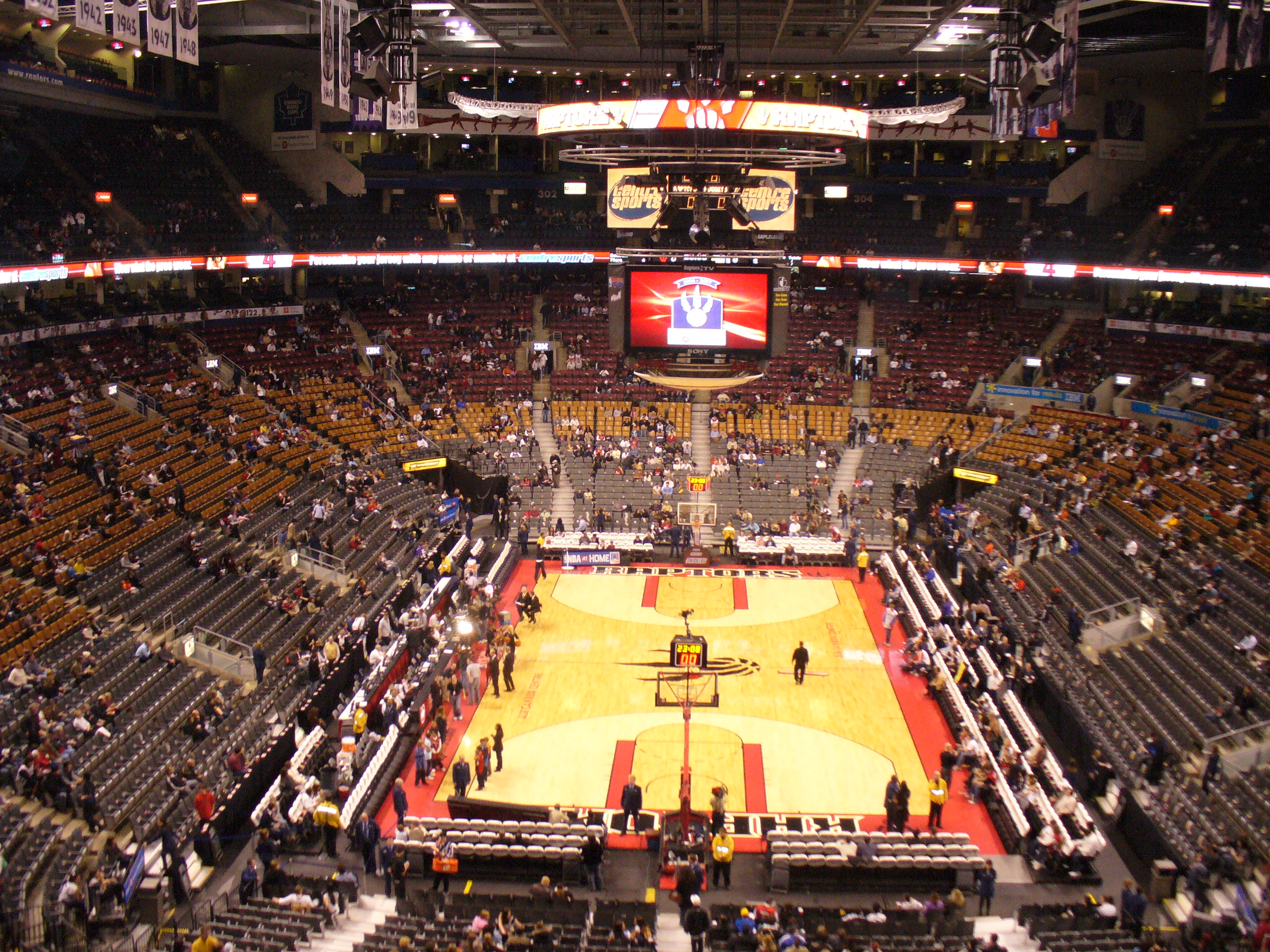
Interior del pabellón